# Robert Mayrhofer
Robert Mayrhofer (1863 - 1935) fou un músic, que es dedicà amb èxit al estudi de la teoria musical i del que s'ignoren tota classe de dades sobre la seva vida.
Se li deuen: Psycologie des Klanges und die daraus hervergehenende theor-prakt; Harmonielehre nebst den Grundlagen der Klanglichen Aesthetik (Leipzig, 1907), Die organische Harmonielehre diatonih (1911);, Zur Theorie des Schönen, Neue Formulierungen (Leipzig, 1911).